# Oubayd ben Rachid de Haïl
Oubayd ben Rachid est le frère du premier émir de Haïl de la dynastie Al Rachid, Abdallah ben Rachid.